# 默伦城市公共交通
默伦城市公共交通是法国中北部城市默伦的城市公共交通系统，其商业名称为"MELIBUS"。截止2017年10月，该系统下属各类型线路共计24条。

## 历史
默伦城市公共交通成立于2011年7月11日，其前身为"默伦城市地区交通"（法語：Transport régional de l'agglomération melunaise）。

## 组织

### 运营
默伦城市公共交通由Transdev运营，法兰西岛运输联合会监管。

### 财政
默伦城市公共交通的财政来源主要包括四部分：
- 公共交通财政转移（法語：Versement du transport），其财政来源为企业公积金。
- 地方直接财政投入。2016年，默伦城市公共社区在交通方面的总投入约为454.7万欧元，占总地方财政支出的8.1%[2]。
- 国家财政补助。
- 商业收入。

## 路线

### 常规线路
默伦市区共有常规公交线路12条，按照字母排序。所有线路在周日及节假日均停运。
| 默伦市区常规公交线路一览表 | |
| 编号 | 线路及沿途站点 |
| A | 吕贝勒商业中心 ↔ 磨坊 ↓↔ 社保局 ↓↔ 勒内·卡桑 ↔ 梅泽罗路 ↓↔ 梅泽罗商业中心 ↓↔ 拉瓦西耶 ↔ 莫城大道 ↔ 文化中心 ↔ 巴黎门 ↓↔ 普拉兰大学 ↓↔ 罗西尼奥勒港 ↓↔ 邮政汽车站 ↑↔ 甘必大 ↑↔ 圣母 ↑↔ 沙皮广场 ↑↔ 蒂耶尔普约 ↔ 蒂耶尔火车站 ↔ 法比安 ↔ 让·饶勒斯 ↓↔ 亨利·瓦龙 ↓↔ 布泰 ↑↔ 波利泽尔 ↔ 贝尔利奥兹 ↓↔ 欧韦尔 ↑↔ 佛煦 ↔ 盖子市场 ↔ 丹马里雷利斯市政府 ↓↔ 布扬 ↓↔ 居里 ↑↔ 贝尔特洛 ↑↔ 卡尔诺 ↑↔ 让·德拉封丹 ↔ 巴尔图 ↔ 自由 ↔ 法院 ↔ 尚利斯 ↔ 韦尔南 ↔ 新公墓 ↑↔ 沃夫学校 ↑↔ 雷热 ↑↔ 瓦勒布瓦 ↔ 碉楼 ↔ 美境 ↓↔ 布瓦西斯勒鲁瓦火车站 ↔ 小苗圃 ↔ 凯拉诺广场 ↓↔ 法隆维勒 |
| B | 塞纳河畔梅火车站 ↔ 让·德拉封丹就业中心 ↔ GMS ↔ 莫里哀 ↔ 布雷奥 ↔ 索尔比耶 ↔ 费内 ↔ 韦科尔 ↔ 勒梅山 ↔ 六月十八 ↔ 自由白架 ↔ 邮局白架 ↔ 比尔阿凯 ↔ 舒曼 ↔ 消防队 ↔ 商业中心 ↔ 游乐场 ↔ 欧洲 ↔ 巴通 ↔ 西格弗里耶 ↔ 卡勒梅特 ↔ 博勒加尔 ↔ 圣埃克絮佩里 ↔ 蒙泰居 ↔ 三钟 ↔ 布朗利 ↔ 瓦瑟农公路 ↔ 昂德雷·马尔罗 ↔ 磨坊 ↔ 社保局 ↔ 梅泽罗商业中心 ↔ 卡尔姆 ↔ 科塞克 ↔ 阿勒蒙商业中心 ↔ 茹安·克莱蒙梭 ↔ 佛煦-聂普斯 ↔ 圣于斯特-安斯坦 ↔ 圣于斯特-克莱蒙梭 ↔ 穆斯捷 ↔ 阿卡西亚 ↔ 佛煦-一战胜利日                                                                          |
| C | 默伦火车站 ↔ 蒂耶尔火车站 ↔ 沙皮广场 ↓↔ 圣母 ↓↔ 甘必大 ↓↔ 罗西尼奥勒港 ↑↔ 普拉兰大学 ↑↔ 盖亚尔东医院 ↑↔ 邮政汽车站 ↔ 圣列讷 ↔ 医院 ↔ 城堡居住区 ↔ 穆斯捷 ↔ 阿卡西亚 ↔ 佛煦-一战胜利日 ↔ 居里-佛煦 ↔ 居里-帕斯卡 ↔ 圣马克喷泉 ↔ 湿地谷 ↑↔ 三磨 ↔ 格鲁埃特 ↔ 圣马丁苗圃 ↔ 凯内特沼泽 ↔ 克雷斯皮 ↔ 白土地 ↔ 利夫里公路 ↔ 沃 - 狂风 |
| D | 默伦火车站 ↔ 蒂耶尔火车站 ↔ 沙皮广场 ↓↔ 圣母 ↓↔ 甘必大 ↓↔ 邮政汽车站 ↓↔ 罗西尼奥勒港 ↑↔ 普拉兰大学 ↑↔ 巴黎门 ↑↔ 省政府 ↑↔ 宪兵学校 ↑↔ 圣路易 ↓↔ 代斯帕提-省政府 ↓↔ 雅克·阿米奥 ↔ 米谢雷 ↔ 卡斯托尔 ↔ 三钟 ↔ 蒙泰居 ↔ 圣埃克絮佩里 ↔ 博勒加尔 ↔ 巴通 ↔ 欧洲 ↔ 游乐场 ↔ 商业中心 ↔ 消防队 ↔ 舒曼 |
| E | 阿勒蒙商业中心 ↔ 布罗索雷特 ↔ 瓦雷里 ↔ 让·穆兰 ↔ 鲁医生 ↔ 圣列讷 ↔ 邮政汽车站 ↔ 盖亚尔东医院 ↓↔ 普拉斯兰大学 ↓↔ 罗西尼奥勒港 ↓↔ 甘必大 ↑↔ 圣母 ↑↔ 沙皮广场 ↑↔ 蒂耶尔普约 ↔ 蒂耶尔火车站 ↔ 法比安 ↔ 让·饶勒斯 ↔ 亨利·瓦龙 ↔ 二战胜利日 ↔ 抵抗 ↔ 库贝尔坦 ↔ 哥白尼 ↔ 行政中心 ↔ 穆瓦桑 ↔ 弗朗索瓦·维永 ↔ 纸板厂 ↔ 法尔西 ↔ 档案馆 ↔ 祷告者 ↔ 特桑 ↔ 尚利斯 |
| F | 塞纳河畔梅火车站 ↔ 让·德拉封丹就业中心 ↔ GMS ↔ 莫里哀 ↔ 布雷奥 ↔ 索尔比耶 ↔ 费内 ↔ 韦科尔 ↔ 勒梅山 ↔ 六月十八 ↔ 自由白架 ↔ 邮局白架 ↔ 比尔阿凯 ↔ 万里无云 ↔ 科尔贝大道 ↔ 宪兵队-布里昂 ↔ 宪兵队-省政府 ↔ 巴斯德港 ↔ 普拉兰大学 ↓↔ 罗西尼奥勒港 ↓↔ 圣母 ↑↔ 沙皮广场 ↑↔ 蒂耶尔火车站 ↔ 默伦火车站 ↔ 工业路 ↑↔ 多米耶 ↔ 迪亚兹 ↔ 蒙内 ↔ 塞纳路 ↔ 科克托 ↔ 富兰克林高级中学 ↔ 酒藤 ↔ 罗什通体育场 |
| G | 默伦火车站 ↔ 蒂耶尔火车站 ↔ 沙皮广场 ↓↔ 圣母 ↓↔ 甘必大 ↓↔ 邮政汽车站 ↓↔ 罗西尼奥勒港 ↑↔ 普拉兰大学 ↑↔ 巴黎门 ↑↔ 文化中心 ↔ 莫城大道 ↔ 昂德雷·马尔罗 ↔ 吕贝勒商业中心 ↔ 社保局 ↔ 特雷拉 ↔ 雷蓬梭 ↔ 法布里西教育集团 ↔ 贝尔塔涅 ↔ 亨利·盖 ↔ 圣埃克絮佩里地带 ↔ 雷绍米耶尔 ↔ 雅尔城堡 ↔ 普拉托 ↔ 蒙特罗 ↔ 欧里奥学校 ↔ 欧比尼 ↔ 皮奥学校 ↔ 国道36线 |
| J | 邮政汽车站 ↔ 盖亚尔东医院 ↓↔ 甘必大 ↑↔ 库尔提伊 ↑↔ 巴斯德港 ↔ 雷沙尔梅特 ↔ 自由白架 ↔ 六月十八 ↔ 索尔比耶 ↔ 布雷奥 ↔ 塞纳河畔梅火车站 ↔ 吉奥诺 ↔ 农场 ↔ 利夫 ↔ 拉瓦尔 ↔ 雷于泽勒 ↔ 凡尔登广场 ↔ 野兔山 ↔ 狼路 ↔ 圣日耳曼转盘 ↔ 勒拉雷 ↔ 美地 |
| K | 默伦火车站 ↔ 阿贝尔·莫罗 ↑↔ 德拉鲁 ↑↔ 普约·加提奈 ↑↔ 美影 ↑↔ 绍西 |
| L | 默伦火车站 ↔ 蒂耶尔火车站 ↔ 行政中心 ↔ 舒曼 ↔ 消防队 ↔ 商业中心 ↔ 游乐场 ↔ 欧洲 ↔ 巴通 ↔ 西格弗里耶 ↔ 卡勒梅特 ↔ 博勒加尔 ↔ 圣埃克絮佩里 ↔ 蒙泰居 ↔ 三钟 |
| M | 默伦火车站 ↔ 勒邦 ↔ 克莱蒙·贝纳尔 ↔ 营地 ↔ 约弗尔港 ↔ 普拉兰大学 ↑↔ 盖亚尔东医院 ↑↔ 圣母 ↓↔ 甘必大 ↓↔ 邮政汽车站 ↓↔ 病区 ↔ 小学 ↔ 医院 ↔ 城堡宿舍 ↔ 牧场 ↔ 国庆节广场 ↔ 橡树路 ↑↔ 塞纳格里松涅尔 ↑↔ 木偶 ↓↔ 鸽子 ↓↔ 巴斯特塞纳 ↓↔ 雅瓦勒 ↔ 利夫里火车站 ↔ 领场 ↔ 绵羊 ↔ 牛闸 ↔ 利夫里公路 ↔ 克雷斯皮 ↔ 凯内特沼泽 ↔ 圣马丁苗圃 ↔ 格鲁埃特 |
| N | 佩基 ↔ 公牛 ↓↔ 森林 ↑↔ 加布里叶·佩里 ↔ 拉勒芒小区 ↔ 卡尔诺 ↓↔ 贝尔特洛 ↓↔ 布扬 ↑↔ 丹马里雷利斯市政府 ↑↔ 盖子市场 ↑↔ 居里 ↑↔ 拉维洛布瓦 ↔ 茹利奥-居里 ↔ 圣雅克十字架 ↔ 默伦火车站 ↔ 蒂耶尔火车站 ↔ 沙皮广场 ↓↔ 圣母 ↓↔ 甘必大 ↓↔ 罗西尼奥勒港 ↑↔ 普拉兰大学 ↑↔ 盖亚尔东医院 ↑↔ 邮政汽车站 ↔ 圣列讷 ↔ 蒙特罗公路 ↔ 茹安·克莱蒙梭 ↔ 佛煦-聂普斯 ↔ 圣于斯特-安斯坦 ↔ 圣于斯特-帕斯卡 ↔ 居里-帕斯卡 ↔ 居里-佛煦 |
| O | 三钟 ↔ 蒙泰居 ↔ 圣埃克絮佩里 ↔ 博勒加尔 ↔ 卡勒梅特 ↔ 西格弗里耶 ↔ 舒曼 ↔ 树桩 ↔ 快铁瑟松站 ↔ 大公园初级中学 ↔ 圣勒 ↔ 舍奈 ↓↔ 曼戈十字架 ↓↔ 蒙特松 ↓↔ 帕拉迪勒 ↓↔ 法院巷 ↑↔ 若贝尔大道 ↑↔ 特兰纳尔 |
| - 在"线路及沿途站点"一栏中，车站后面的"↓"代表该站仅下行方向（从左往右）单向停靠，"↑"则代表该站仅上行方向（从右往左）单向停靠。 - 灰色部分仅部分时段停靠。 - 中文名称非官方正式翻译，仅供参考。 | |

### 高峰快线
默伦市区共有高峰快线3条，仅在工作日运行。
| 默伦市区常规公交线路一览表 | |
| 编号 | 线路及沿途站点 |
| Cd | 默伦火车站 ↔ 蒂耶尔火车站 ↔ 沙皮广场 ↓↔ 圣母 ↓↔ 罗西尼奥勒港 ↑↔ 普拉兰大学 ↑↔ 码头路 ↔ 酒藤路 ↔ 利夫里公路 ↔ 克雷斯皮 ↔ 凯内特沼泽 ↔ 圣马丁苗圃 ↔ 格鲁埃特 ↔ 三磨 ↔ 湿地谷 ↓↔ 圣马克喷泉 ↔ 居里-帕斯卡 ↔ 居里-佛煦 |
| Fd | 默伦火车站 ↔ 蒂耶尔火车站 ↔ 行政中心 ↔ 比尔阿凯 ↔ 邮局白架 ↔ 自由白架 ↔ 六月十八 ↔ 勒梅山 ↔ 韦科尔 ↔ 费内 ↔ 索尔比耶 ↔ 布雷奥 ↔ 莫里哀 ↔ 让·德拉封丹就业中心 ↔ 塞纳河畔梅火车站                                    |
| Jd | 邮政汽车站 ↔ 盖亚尔东医院 ↓↔ 甘必大 ↑↔ 库尔提伊 ↑↔ 巴斯德港 ↔ 雷沙尔梅特 ↔ 勒梅山 ↔ 勒梅-市政府 ↔ 塞纳河畔梅火车站 ↔ 吉奥诺 ↔ 雷于泽勒集中开发区 ↔ 狼路 ↔ 圣日耳曼转盘 ↔ 勒拉雷 ↔ 美地                             |
| - 在"线路及沿途站点"一栏中，车站后面的"↓"代表该站仅下行方向（从左往右）单向停靠，"↑"则代表该站仅上行方向（从右往左）单向停靠。 - 中文名称非官方正式翻译，仅供参考。 | |

### 节假日线路
默伦市区公交H线为节假日线路，以火车站为起点，分为南北两部分循环运行。仅周日及节假日运行，每年五月一日除外。
| 默伦市区节假日公交线路一览表 | |
| 编号 | 线路及沿途站点 |
| H | - （北线，双向循环）： 默伦火车站 ↔ 蒂耶尔火车站 ↔ 沙皮广场 ↓↔ 圣母 ↓↔ 甘必大 ↓↔ 罗西尼奥勒港 ↑↔ 普拉兰大学 ↑↔ 盖亚尔东医院 ↑↔ 邮政汽车站 ↔ 病区 ↓↔ 小学 ↓↔ 圣列讷 ↑↔ 城堡宿舍 ↓ ↔ 穆斯捷 ↓ ↔ 阿卡西亚 ↓ ↔ 佛煦-一战胜利日 ↓ ↔ 阿卡西亚 ↓ ↔ 穆斯捷 ↓ ↔ 城堡宿舍 ↓ ↔ 医院 ↓ ↔ 蒙特罗公路 ↓↔ 鲁医生 ↑↔ 让·穆兰 ↑↔ 瓦雷里 ↑↔ 布罗索雷特 ↑↔ 阿勒蒙商业中心 ↔ 科塞克 ↔ 卡尔姆 ↔ 梅泽罗商业中心 ↔ 社保局 ↔ 磨坊 ↔ 昂德雷·马尔罗 ↔ 瓦瑟农公路 ↔ 布朗利 ↔ 三钟 ↔ 蒙泰居 ↔ 圣埃克絮佩里 ↔ 博勒加尔 ↔ 卡勒梅特 ↔ 西格弗里耶 ↔ 万里无云 ↔ 科尔贝大道 ↔ 雅克·阿米奥 ↑↔ 代斯帕提-省政府 ↑↔ 圣路易 ↑↔ 宪兵学校 ↓↔ 省政府 ↓↔ 巴黎门 ↓↔ 普拉兰大学 ↓↔ 罗西尼奥勒港 ↓↔ 邮政汽车站 ↑↔ 甘必大 ↑↔ 圣母 ↑↔ 沙皮广场 ↑↔ 蒂耶尔火车站 ↔ 默伦火车站 - （南线，单向循环）： 默伦火车站 ↔ 法比安 ↔ 让·饶勒斯 ↔ 亨利·瓦龙 ↔ 二战胜利日 ↔ 抵抗 ↔ 库贝尔坦 ↔ 盖子市场 ↓↔ 丹马里雷利斯市政府 ↓↔ 布扬 ↓↔ 居里 ↓↔ 让·德拉封丹 ↓↔ 巴尔图 ↓↔ 自由 ↓↔ 哥白尼 ↑↔ 行政中心 ↑↔ 穆瓦桑 ↑↔ 弗朗索瓦·维永 ↑↔ 法尔西 ↑↔ 档案馆 ↑↔ 祷告者 ↑↔ 特桑 ↑↔ 法院 |
| - 在"线路及沿途站点"一栏中，车站后面的"↓"代表该站仅下行方向（从左往右）单向停靠，"↑"则代表该站仅上行方向（从右往左）单向停靠。 - 灰色部分仅部分时段停靠。 - 中文名称非官方正式翻译，仅供参考。 | |

### 其它
默伦城市公共交通系统中还有多条校车线路，仅学生上下课期间运行。